# Бернет (округ, Техас)
Шаблон:StateAbbr_ 30°47′ пн. ш. 98°11′ зх. д. / 30.78° пн. ш. 98.18° зх. д.
Округ Бернет (англ. Burnet County) — округ (графство) у штаті Техас, США. Ідентифікатор округу 48053.

## Історія
Округ утворений 1852 року.

## Демографія
За даними перепису 2000 року загальне населення округу становило 34147 осіб, зокрема міського населення було 15458, а сільського — 18689. Серед мешканців округу чоловіків було 16529, а жінок — 17618. В окрузі було 13133 домогосподарства, 9661 родин, які мешкали в 15933 будинках. Середній розмір родини становив 2,94.
Віковий розподіл населення поданий у таблиці:
| Стать    | До 15 років | 15-21 | 22-29 | 30-39 | 40-49 | 50-65 | 65-85 | Понад 85 |
| -------- | ----------- | ----- | ----- | ----- | ----- | ----- | ----- | -------- |
| Чоловіки | 3417        | 1623  | 1263  | 2140  | 2471  | 2891  | 2497  | 227      |
| Жінки    | 3410        | 1403  | 1350  | 2376  | 2563  | 3114  | 2902  | 500      |

## Суміжні округи
- Лемпасас — північ
- Белл — північний схід
- Вільямсон — схід
- Тревіс — південний схід
- Бланко — південь
- Ллано — захід
- Сан-Саба — північний захід

## Виноски
1. ↑  U.S. Decennial Census. United States Census Bureau. Архів оригіналу за 26 квітня 2015. Процитовано 19 квітня 2015.
2. ↑  Texas Almanac: Population History of Counties from 1850–2010 (PDF). Texas Almanac. Архів оригіналу (PDF) за 26 лютого 2015. Процитовано 19 квітня 2015.
3. ↑  State & County QuickFacts. United States Census Bureau. Архів оригіналу за 7 липня 2011. Процитовано 8 грудня 2013. [Архівовано 2011-08-31 у Wayback Machine.](англ.) Наведено за англійською вікіпедією.
4. ↑  American FactFinder. Бюро перепису населення США. Архів оригіналу за 26 лютого 2012. Процитовано 31 січня 2008. [Архівовано 2008-05-21 у Wayback Machine.]

| США | Це незавершена стаття з географії США. Ви можете допомогти проєкту, виправивши або дописавши її. |